# Lars de Blok
Lars de Blok (Goeree-Overflakkee, 14 juni 2004) is een Nederlands voetballer die bij voorkeur als verdediger speelt. Hij staat tot medio 2027 onder contract bij VVV-Venlo.

## Clubcarrière
De Blok zette zijn eerste stappen als voetballer bij VV WFB. In 2011 trad hij toe tot de jeugdopleiding van Feyenoord. Daar tekende hij in 2021 zijn eerste profcontract. Drie jaar jaar later werd zijn aflopende contract met nog eens een jaar verlengd. Een debuut in het betaald voetbal bleef uit bij de Rotterdammers, waarvoor hij wel in vriendschappelijke wedstrijden in actie was gekomen. In de zomer van 2025 maakte De Blok na een proefperiode transfervrij de overstap naar VVV-Venlo, waar hij een contract tekende tot medio 2027. Bij de seizoensouverture van de Venlonaren in de Eerste divisie tegen De Graafschap op 8 augustus 2025 maakte De Blok zijn debuut voor de club, als invaller in de 61e minuut voor Philip Heise.

## Clubstatistieken
| Seizoen                        | Club           | Competitie     | Competitie | Competitie | Beker | Beker | Playoff | Playoff | Totaal | Totaal |
| Seizoen                        | Club           | Competitie     | Wed.       | Dlp.       | Wed.  | Dlp.  | Wed.    | Dlp.    | Wed.   | Dlp.   |
| ------------------------------ | -------------- | -------------- | ---------- | ---------- | ----- | ----- | ------- | ------- | ------ | ------ |
| 2025/26                        | VVV-Venlo      | Eerste divisie | 2          | 0          | 0     | 0     | —       | —       | 2      | 0      |
| Carrièretotaal                 | Carrièretotaal | Carrièretotaal | 2          | 0          | 0     | 0     | 0       | 0       | 2      | 0      |
| Bijgewerkt op 16 augustus 2025 |                |                |            |            |       |       |         |         |        |        |